# Webcast
Een webcast is een uitzending die - in tegenstelling tot een webvideo - live wordt uitgezonden (livestreaming) via het internet. Een uitzending kan vooraf opgenomen zijn. Bij webcasts wordt gebruikgemaakt van streaming media. Een webcast waarbij enkel geluid te horen is, wordt audiowebcast genoemd. 

## Techniek
Voor een webcast is nodig: een camera of videosignaal, een encoder, een internetverbinding op locatie en een streaming server. De encoder is vaak een krachtige pc met firewire-ingang, of een speciale video capture kaart, waar een videobron op aangesloten kan worden. Op de computer draait streamingencodingsoftware.
QuickTime Broadcaster is gratis voor de Mac verkrijgbaar en kan live coderen in het QuickTimeformaat, het MPEG-4-formaat en het 3GPP-formaat (voor mobiele telefoons). Windows Media-encoder is gratis voor Windows XP verkrijgbaar en kan live coderen in het Windows Media-formaat.
Omdat de internetverbinding op locatie in vrijwel geen geval snel genoeg is om meerdere kijkers te kunnen bedienen wordt de stream, die uit de encoder komt, via een streaming server gereflecteerd. Dit kan door middel van een PUSH of in sommige gevallen door middel van een PULL. Bij een push initieert de encoder de stream naar de server. In QuickTime Broadcaster stelt men het IP-adres van de server in, alsmede de audio- en videopoort op de server. Vervolgens genereert de gebruiker een Session Description Protocol (.SDP)-bestand en plaatst dit op de streaming server. In Windows Media-encoder geeft de gebruiker de naam van de server en zijn naam en wachtwoord op.
Afhankelijk van het te bereiken publiek is een verschil aan te brengen tussen een broadcast, multicast, narrowcasting, unicast en atnycast. Dit beïnvloedt de keuze voor bepaalde technieken.

## Webcast in Nederland
In Nederland zijn Stef Van der Ziel en Adam Curry pioneers. Zij waren later mede verantwoordelijk voor grote webcastproducties rond popfestivals. Uit deze groep van producenten zijn diverse internetmediabedrijven ontstaan zoals Pavlov en Jet-Stream. Na 2003 kwam webcasting in de zakelijke markt sterk op na de presentatie van de code-Tabaksblat, een richtlijn voor beursgenoteerde bedrijven. Hierin staat onder meer dat pers- en analistenbijeenkomsten rechtstreeks en over de hele wereld beschikbaar moeten zijn voor alle aandeelhouders. Door gebruik te maken van webcasts kan aan deze eis voldaan worden.